# Підлап'я
Підлап'я — (біл. вёска Подлапья), село (веска) в складі Логойського району розташоване в Мінській області Білорусі, підпорядковане Каміньській сільській раді.
Село Підлап'я розташоване в центральних районах Білорусі, в північній частині Мінської області - орієнтовне розташування [Архівовано 17 травня 2020 у Wayback Machine.].